# Cambará (ort)
Cambará är en ort i Brasilien.   Den ligger i kommunen Cambará och delstaten Paraná, i den södra delen av landet, 800 km söder om huvudstaden Brasília. Cambará ligger 450 meter över havet och antalet invånare är 21 380.
Terrängen runt Cambará är platt. Närmaste större samhälle är Jacarezinho, 16,5 km sydost om Cambará.
Trakten runt Cambará består till största delen av jordbruksmark. Runt Cambará är det ganska tätbefolkat, med 62 invånare per kvadratkilometer.